# NGC 996
NGC 996 è una galassia ellittica situata nella costellazione di Andromeda, a una distanza di circa 197 milioni di anni luce dalla nostra Via Lattea.

## Scoperta
La galassia è stata scoperta il 7 dicembre 1871 dall'astronomo francese Édouard Stephan.

## Descrizione
Nelle immagini, NGC 996 e NGC 999 appaiono ravvicinate sulla sfera celeste e si trovano a una distanza molto simile dalla nostra Via Lattea. Sembrano quindi formare una coppia di galassie, e potrebbero essere in interazione gravitazionale tra loro, anche se nelle immagini non compare nessuna indicazione di questa interazione.

## Supernova
Il 12 novembre 1996, all'interno di NGC 996 è stata scoperta la supernova SN 1996bq dall'astronomo francese Christian Pollas dell'Osservatorio della Costa Azzurra. Non è stato possibile determinare a quale tipologia appartenesse questa supernova.